# Лезер, Том
Том Лезер (нидерл. Tom Leezer; род. 26 декабря 1985 в Гааге,  Нидерланды) — голландский профессиональный  шоссейный велогонщик, выступающий за команду мирового тура «Lotto NL-Jumbo».

## Достижения
2003
1-й   Чемпион Нидерландов — Групповая гонка (юниоры)
2004
1-й - Этап 2 Cinturón a Mallorca
2006
2-й - Чемпионат Нидерландов - Групповая гонка (U23)
2007
1-й  - Чемпион Нидерландов - Групповая гонка (U23)
1-й  - Le Triptyque des Monts et Châteaux - Генеральная классификация
1-й - Этап 2а
1-й - Этап 2 Тур Олимпии
1-й - Этап 6 Вуэльта Наварра
2-й Тур Нормандии - Генеральная классификация
4-й - Чемпионат мира - Групповая гонка (U23)
2009
Вуэльта Испании
 Лидер в горной классификации после этапов 2-3
2010
7-й - Ваттенфаль Классик
2011
8-й - Дварс дор Фландерен
2013
1-й - Этап 6 Тур Лангкави
3-й Тур Хайнаня - Генеральная классификация
10-й Гран-при Ефа Схеренса

## Статистика выступлений

### Гранд-туры
| Гонка           | 2009 | 2010 | 2011 | 2012 | 2013 | 2014 | 2015 | 2016 | 2017 |
| --------------- | ---- | ---- | ---- | ---- | ---- | ---- | ---- | ---- | ---- |
| Джиро д'Италия  | —    | —    | —    | НФ   | —    | —    | —    | —    | —    |
| Тур де Франс    | —    | —    | —    | —    | 150  | 133  | 153  | —    | 166  |
| Вуэльта Испании | 129  | —    | —    | —    | —    | —    | —    | —    | —    |

| —  | Не участвовал  |
| НФ | Не финишировал |